# Wolfgang Reinhardt (componist)
Wolfgang Reinhardt (Bischofshofen, 4 september 1928) is een Oostenrijks componist en muziekpedagoog.

## Levensloop
Reinhardt studeerde aan de Universität für Musik und Darstellende Kunst "Mozarteum" Salzburg in Salzburg. Vanaf 1952 leeft hij als musicus en sinds 1977 als muziekpedagoog aan de muziekschool te Bretten. Als componist schreef hij meerdere werken voor harmonieorkest.

## Composities

### Werken voor harmonieorkest
- 1985 Bombardon, voor tuba en harmonieorkest
- Gruß an Dinteloord, mars
- Heiteres Vorspiel, ouverture
- Hoch Wössingen, mars